# Alphonse de Lamartine
Alphonse Marie Louis Prat de Lamartine (Mâcon, 21 de octubre de 1790 - París, 28 de febrero de 1869) fue un escritor, poeta, historiador y político francés del período romántico.

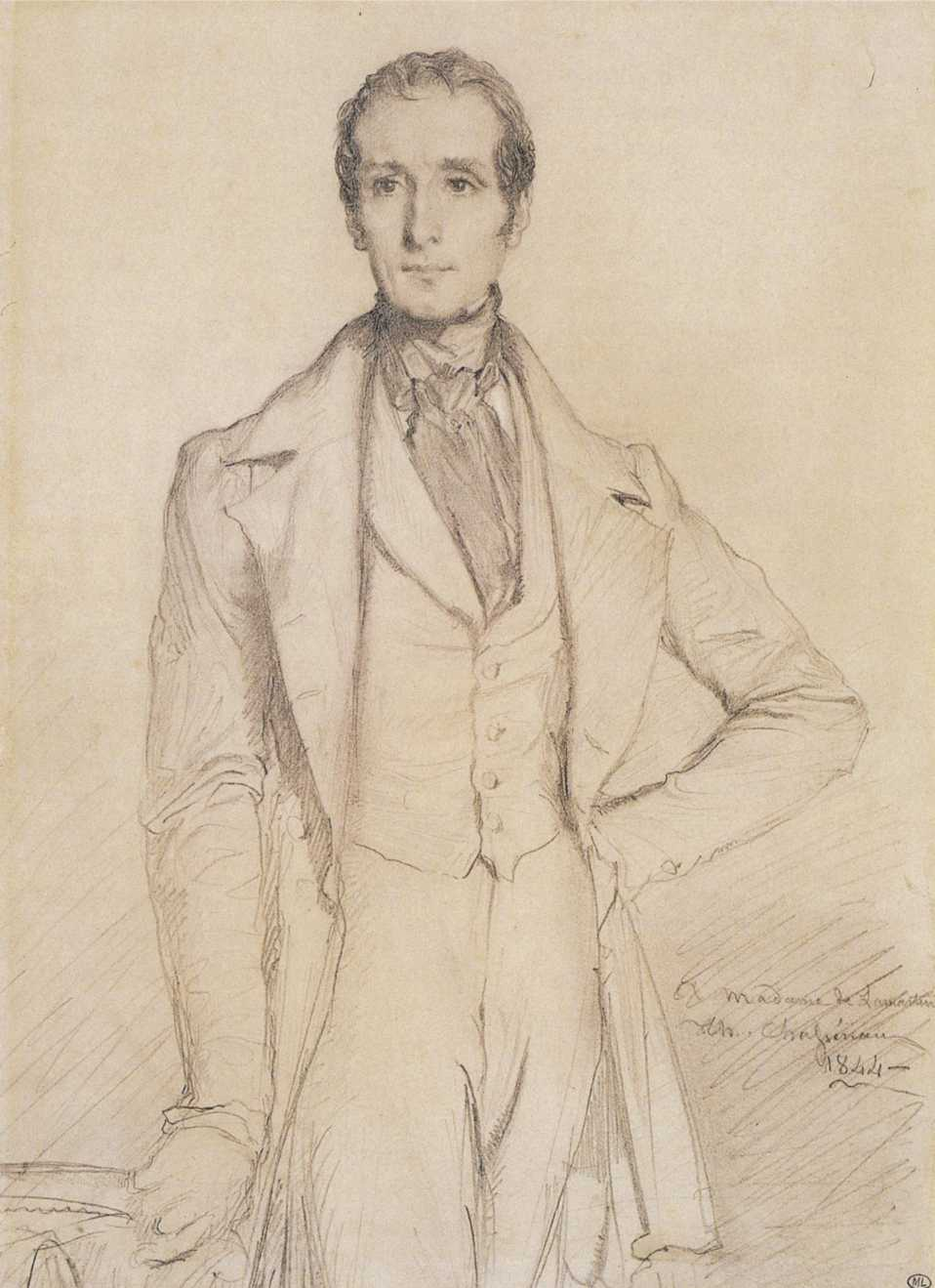
Alphonse de Lamartine por Théodore Chassériau

## Biografía

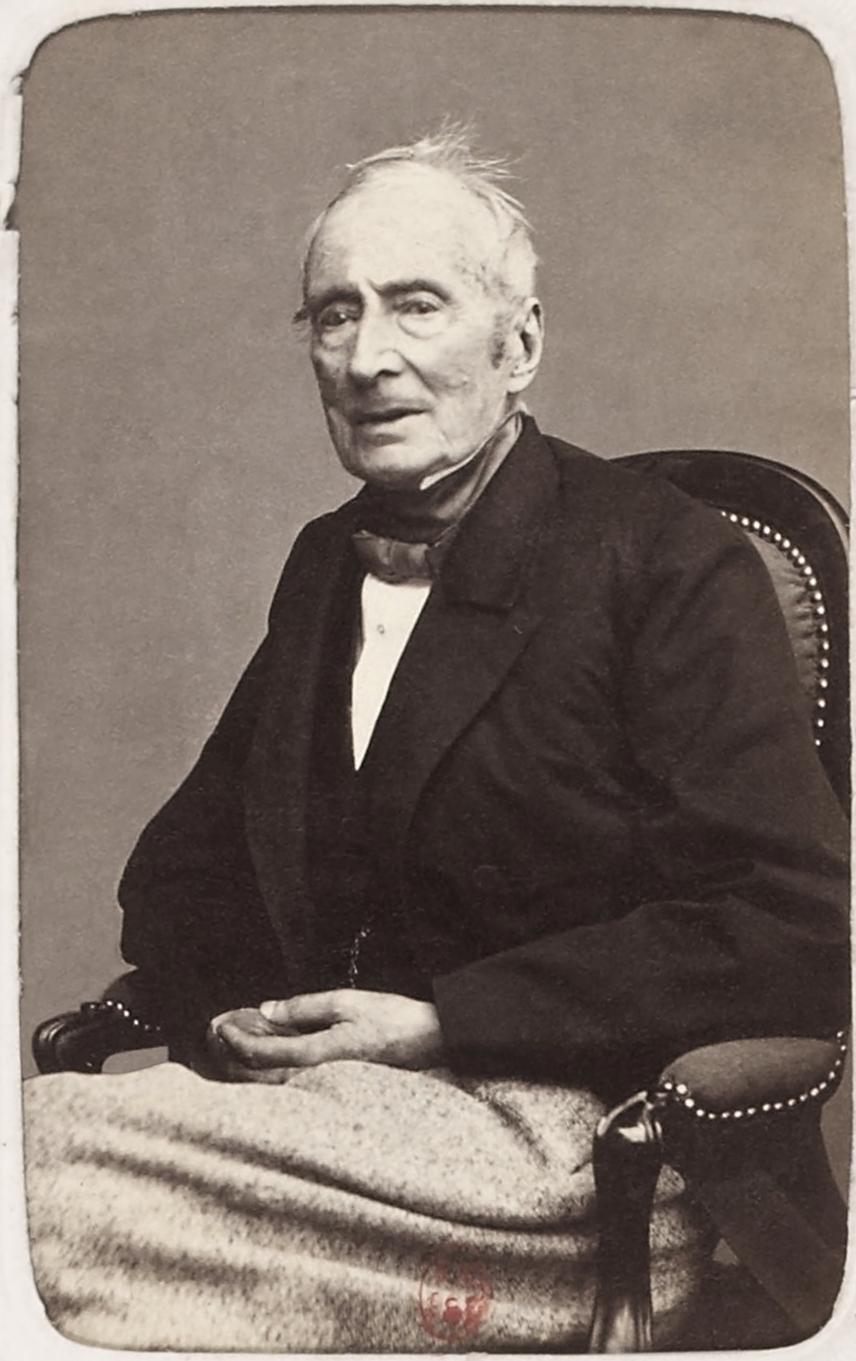
Alphonse de Lamartine, c 1865.

Su padre, Pierre de Lamartine (1752-1840), era un caballero de Prat, capitán en el regimiento de caballería Dauphin, y su madre, Alix des Roys, era hija del intendente general del duque de Orleans. El mismo poeta narró los veinticinco primeros años de su vida en unas Memorias inéditas; los primeros diez los pasó en el campo, en Milly, en el sur de Borgoña, rodeado por la naturaleza y junto a su madre y hermanas. Allí recibió una educación muy orientada hacia la religión por parte  del padre Dumont, pastor de Bussières, quien le inculcó una gran fe reforzada por los años que pasó en el colegio de Belley, durante los cuales leyó a Chateaubriand, a Virgilio y a Horacio. Con el tiempo, sin embargo, se volvería deísta e incluso vegetariano, algo que incluso llegó a justificar por escrito, y algunas de sus obras irán a parar al Índice de libros prohibidos del Vaticano.[cita requerida]
De familia militar de la pequeña nobleza provinciana francesa, viajó bastante durante su juventud. En 1816, víctima de cierta depresión, se trasladó a tomar las aguas en Aix-les-Bains (Saboya). Allí el poeta conoció a Julie Charles, registrada al nacer como Hérettes Bouchaud, mujer casada con el físico y aeronauta Jacques Charles y seis años mayor que él, que sufre de "consunción", como se conocía entonces a la tuberculosis galopante. Los dos jóvenes comenzaron una desesperada relación romántica que duró apenas un año, hasta la muerte de Julie en diciembre de 1817 con solo 33 años. El poeta se vio profundamente afectado por esta trágica pérdida, que le inspiró, en parte, sus Meditaciones poéticas (1820), pero pronto se consoló con diversas amantes, como Léna de Larche. Por entonces ya era legitimista, y en ese mismo año, quizá para librarse de la depresión, contrajo matrimonio con la inglesa Mary Ann Elisa Birch. Y como su defensa de la restauración borbónica en 1814 le valió entrar en la carrera diplomática, ocupó su primer puesto oficial bajo el gobierno de Luis XVIII como agregado a la secretaría de la embajada francesa de Nápoles y luego como secretario en la de Florencia desde 1825 hasta 1828.
En 1829 fue elegido miembro de la Academia Francesa. En 1832 visitó Grecia y el Líbano e, imitando a su maestro François-René de Chateaubriand, peregrinó al Santo Sepulcro en Jerusalén para fortalecer sus convicciones religiosas, pero en el ínterin falleció su hija Julia y escribió en su memoria el poema Getsemaní o La muerte de Julia, que luego incorporó a su Viaje al Oriente. En el curso de ese viaje pudo observar lo suficiente como para convertirse, con Victor Hugo, en un gran defensor y propagandista de la lucha de los serbios contra el Imperio otomano. Fue elegido diputado en 1833 y 1839. En 1834 estuvo entre los fundadores de la Sociedad Francesa para la Abolición de la Esclavitud. Pero entonces empezaron a acuciarle los problemas económicos, y al empezar la década de los cuarenta se dedicó a redactar pane lucrando, los ocho volúmenes de su monumental Historia de los girondinos (1847), publicada el año anterior de la Revolución de 1848 con un éxito editorial inmenso, que le granjeó las simpatías populares pese a su escaso valor histórico y le ayudó a disipar sus numerosas deudas. Ocupó brevemente el cargo de gobernador durante la dicha revolución. Tras la caída de Luis Felipe de Orleans, fue ministro de Asuntos Exteriores, cargo que lo habilitó a presidir un gobierno interino en la recién proclamada República, desde el 24 de febrero de 1848 hasta el 11 de mayo del mismo año.[cita requerida]
Durante su período como político en la Segunda República Francesa, realizó esfuerzos que finalmente condujeron a la abolición de la esclavitud el 27 de abril de 1848, así como de la pena de muerte, y también fomentó la libertad de prensa y reunión, el derecho al trabajo y los programas cortos de capacitación laboral. Era un político idealista, que apoyó la democracia y el pacifismo, pero como se inclinaba más al liberalismo que a los partidarios de la reforma política y social (Louis Blanc, Albert, etc.), ya que no admitía que se tocara el derecho de propiedad (el mismo poseía grandes propiedades); lideró junto a François Arago una política moderada en la mayor parte de cuestiones que le hizo ser abandonado por sus seguidores. Tras fracasar en la elección presidencial del 10 de diciembre de 1848, en la que obtuvo solo un 0,26 % de los votos, se retiró de la política y se dedicó a la literatura.
Al margen de sus dotes administrativas, criticadas sin piedad por el Alexis de Tocqueville o el economista Frédéric Bastiat, Lamartine sobresalió en el panorama literario por la musicalidad de sus versos y sus excepcionales representaciones de la naturaleza. De su producción poética, muy abundante y con frecuencia meramente de circunstancias, cabe mencionar Meditaciones poéticas (1820); Nuevas meditaciones poéticas (1823), Armonías poéticas y religiosas (1830), Jocelyn (1836), La caída de un ángel (1838) y Los recogimientos (1839). Su labor como historiador ha sido posteriormente olvidada, cuando no criticada muy severamente. Sin embargo, redactó uno de los grandes éxitos editoriales de su época, la célebre pero poco rigurosa Historia de los girondinos (1847) en ocho volúmenes, además de una Historia de la revolución de 1848 (1849), una Historia de la Restauración (1851), una Historia de Turquía (1854) que incluye una Vida de Mahoma, y una Historia de Rusia (1855). También escribió tres volúmenes de biografías de grandes hombres que consideraba civilizadores de los pueblos. Como narrador, Raphaël (1849) y Graziella (1852) recogen sus vivencias personales, así como otros escritos más declaradamente autobiográficos; en general se admiraba su prosa, pero los caracteres femeninos de sus obras le parecían a Flaubert meros fantoches. También redactó un Curso familiar de literatura. Su obra tuvo especial influencia entre los integrantes del Salón Literario de 1837. En torno a él se formó un grupo de escritores vinculados al romanticismo, entre los cuales y principalmente se hallaba Esteban Echeverría.
Es famoso por su poema parcialmente autobiográfico Le Lac (El Lago), que describe en retrospectiva el ferviente amor compartido por una pareja desde el punto de vista del hombre desconsolado. Además su oda "Les Préludes / Los preludios", perteneciente a sus Nouvelles Méditations poétiques, inspiró en parte el grandioso poema sinfónico homónimo de Franz Liszt; menos conocidas son las adaptaciones musicales de otros poemas suyos realizadas por Georges Bizet, Édouard Lalo, Hector Berlioz y Charles Gounod. Lamartine fue un maestro en el uso de las formas poéticas del francés. Fue uno de los muy pocos literatos franceses en combinar su escritura con su carrera política.
Yo soy el primero que ha hecho descender la poesía del Parnaso y ha dado a lo que se llamaba la Musa, en vez de una lira de siete cuerdas de convención, las fibras mismas del corazón humano, tocadas y enmudecidas por las innúmeras fricciones del alma y de la naturaleza [...] Esto no era un arte, era un alivio de mi propio corazón que sacudió sus propios sollozos ("Prefacio" de Primeras meditaciones)
Pido gracia por las imperfecciones de estilo que herirán a menudo a los delicados. Lo que se siente fuertemente se escribe rápido (Prefacio a Harmonies)
Define la poesía como "la encarnación que tiene el hombre de lo más íntimo en su corazón, y de más divino en su pensamiento". Los temas de su poesía puramente lírica son cuatro: el amor, la melancolía, la naturaleza y la fe. El amor, un amor de éxtasis lánguidos, "amorosos silencios" y miradas compenetradas, se eleva cuando canta a Julie Charles; la melancolía (Flaubert hablaba del "lirismo consuntivo" de Lamartine), la naturaleza que refrena todo su desconsuelo y la fe, a veces desesperada, pero no tanto como en Alfred de Vigny. Lamartine llega a Dios a través de la contemplación de la naturaleza, en el espectáculo de los cielos, en la tierra, y es vagamente deísta: quiere librar a la religión de la creencia en los milagros, en el infierno, etc. Su fe en la Providencia depende de las vicisitudes de su vida, pero el deseo de servir a Dios es cada vez más fuerte en su obra.
En cuanto a su poesía épica y filosófica, resulta un poco más impostada que la meramente lírica. En Jocelyn poema narrativo ambientado en la época revolucionaria, refleja en nueve épocas la epopeya de la redención por el sacrificio y tuvo un gran éxito popular; se inspira tal vez en un personaje real que conoció en su adolescencia, el abate Dumont. La chut d'un ange, "La caída de un ángel", es de mera ficción. Es una epopeya metafísica en la que el ángel Cédar es reducido a esclavitud por la hermosa Daïda. El argumento es demasiado complicado y no tuvo el éxito del anterior. Como poeta social canta una "Marsellesa de la paz" y contempla todos los bienes posibles de la humanidad a través de la "fraternidad social": la extinción de la pena de muerte y de la guerra y una sociedad fundada sobre la libertad en que todos los bienes se repartan con igualdad entre los hombres: "Solo el egoísmo tiene patria. ¡La fraternidad no la tiene!".
Sin embargo su lirismo aparecía avejentado, impostado, vacuo y desigual ante los escritores franceses de la posteridad. Gustave Flaubert escribió a Louise Colet el 6 de abril de 1853:
Lamartine se muere, dicen. No lo lloro […]. Ninguna simpatía tengo por este escritor sin ritmo, por este estadista sin iniciativa. A él es a a quien debemos todas las azuladas ñoñeces del lirismo consuntivo, y a quien debemos agradecerle el Imperio, hombre que acude a los mediocres y gusta de ellos. […] No quedarán de Lamartine sino medio volumen de obras destacadas. Es un espíritu eunuco al que le falla la chola y nunca ha meado sino agua clara
Terminó su vida en la pobreza, como tantos otros literatos, el 28 de febrero de 1869, en París. Es considerado como el primer romántico francés, y es reconocido por Verlaine y los simbolistas como una importante influencia.

## Obras

### Poesía lírica
- Les Méditations poétiques (1820)
- Les Nouvelles Méditations (1823)
- Harmonies poétiques et religieuses (1830)
- Recueillements poétiques (1839)
- Poesii aparecen traducciones de su obra en la primera edición de los poemas de Verónica Micle. (1887)

### Poesía épica y religiosa
- La mort de Socrate (1823)
- Jocelyn (1836)
- La chute d'un ange (1838)

### Piezas teatrales
- Médée (escrita en 1813, publicada en 1873)
- Saül (escrita en 1819, pero publicada en 1861)
- Toussaint Louverture (1850)
- Jeanne D´Arc - Juana de Arco , Cambridge University Prees Warehouse Ave Maria Lane(1888)

### Recuerdos y novelas
- Saül (1818)
- Raphaël (1849)
- Confidences (1849)
- Nouvelles confidences (1851)
- Geneviève, histoire d'une servante (1851)
- Le tailleur de pierre de Saint-Point (1851)
- Graziella (1852)
- Les visions (1853)
- La Vigne et la Maison (1857)

### Historia y literatura
- Sur la politique rationnelle (1831)
- Impressions, souvenirs, pensées et paysages pendant un voyage en Orient, 1832-1833, ou Notes d'un voyageur, más conocido desde 1841 como Voyage en Orient (1835)
- Histoire des Girondins (1847), 8 vols.
- L'Histoire de la révolution de 1848 (1849)
- Nouveau voyage en Orient, 1850.
- Histoire de la Restauration (1851), 8 vols.
- Histoire de la Turquie (1854)
- Histoire de la Russie (1855)
- Cours familier de littérature (1856)
  - Jeanne D´Arc - Juana de Arco , Cambridge University Prees Warehouse Ave Maria Lane(1888)

### Biografías
- Le Civilisateur, Histoire de l'humanité par les grands hommes, 1852-1854, 3 vols.
  - I, 1852: «Jeanne d'Arc», «Homère», «Bernard Palissy», «Christophe Colomb», «Cicéron», «Gutemberg»
  - II, 1853: «Héloïse», «Fénelon», «Socrate», «Nelson», «Rustem», «Jacquard», «Cromwell» (primera y segunda partes)
  - III, 1854: «Cromwell» (tercera parte), «Guillaume Tell», «Bossuet», «Milton», «Antar», «Madame de Sévigné»

### Escritos autobiográficos
- Trois Mois au pouvoir / Tres meses en el poder (1848)
- Mémoires inédits / Memorias inéditas (1870)

## Órdenes y distinciones

### Órdenes

#### Reino de Francia
- 19 de abril de 1825: Caballero de la Orden Real de la Legión de Honor.[4]

#### Extranjeras
- Comendador de la Orden de San José.[5][6]

- Comendador de la Sagrada Imperial Angelical Orden Constantiniana de San Jorge.[6] (Ducado de Parma)

### Distinciones
- 5 de noviembre de 1829: Miembro de la Academia Francesa.